# Норвегія на літніх Олімпійських іграх 2016
Норвегію на літніх Олімпійських іграх 2016 представляли 66 спортсменів у 13 видах спорту. Вони вибороли 4 бронзові медалі. 

## Медалісти
| Медалі | Спортсмени | Вид спорту            | Дисципліна                         | Дата      |
| ------ | --- | --------------------- | ---------------------------------- | --------- |
| Бронза | К'єтіль Борх Олаф Туфте | Академічне веслування | чоловіки, двійки парні             | 11 серпня |
| Бронза | Крістоффер Брун Аре Страндлі | Академічне веслування | чоловіки, двійки парні, легка вага | 12 серпня |
| Бронза | Стіг Андре Берге | Боротьба              | чоловіки, греко-римська, до 59 кг  | 14 серпня |
| Бронза | Жіноча збірна з гандболу Карі Олвік Грінсбе Іда Альстад Емілі Хег Арнцен Стіне Бредал Офтедал Маріт Малм Фрафйорд Камілла Геррем Вероніка Крістіансен Аманда Куртович Катрін Лунде Гейді Леке Марі Молід Нора Мерк Лінн-Крістін Ріґельгут Санна Сольберг | Гандбол               | жінки, гандбол                     | 20 серпня |

## Стрільба з лука
| Спортсмен    | Дисципліна                        | Попередній раунд | Попередній раунд | 1/32 фіналу        | 1/16 фіналу          | 1/8 фіналу         | Чвертьфінали       | Півфінали          | Фінал / БМ         | Фінал / БМ      |
| Спортсмен    | Дисципліна                        | Результат        | Сіяний           | Суперник Результат | Суперник Результат   | Суперник Результат | Суперник Результат | Суперник Результат | Суперник Результат | Місце           |
| ------------ | --------------------------------- | ---------------- | ---------------- | ------------------ | -------------------- | ------------------ | ------------------ | ------------------ | ------------------ | --------------- |
| Бард Нестенг | індивідуальна першість (чоловіки) | 663              | 26               | Yu G-l (TPE) W 6–5 | Фурукава (JPN) L 0–6 | Завершив виступ    | Завершив виступ    | Завершив виступ    | Завершив виступ    | Завершив виступ |

## Легка атлетика
Легенда
- Note – для трекових дисциплін місце вказане лише для забігу, в якому взяв участь спортсмен
- Q = пройшов у наступне коло напряму
- q = пройшов у наступне коло за добором (для трекових дисциплін - найшвидші часи серед тих, хто не пройшов напряму; для технічних дисциплін - увійшов до визначеної кількості фіналістів за місцем якщо напряму пройшло менше спортсменів, ніж визначена кількість)
- NR = Національний рекорд
- N/A = Коло відсутнє у цій дисципліні
- Bye = спортсменові не потрібно змагатися у цьому колі

Трекові і шосейні дисципліни
Чоловіки
| Спортсмен            | Дисципліна        | Попередній забіг | Попередній забіг | Півфінал        | Півфінал        | Фінал           | Фінал           |
| Спортсмен            | Дисципліна        | Результат        | Місце            | Результат       | Місце           | Результат       | Місце           |
| -------------------- | ----------------- | ---------------- | ---------------- | --------------- | --------------- | --------------- | --------------- |
| Джайсума Сайді Ндуре | 200 м             | 20.78            | =7               | Завершив виступ | Завершив виступ | Завершив виступ | Завершив виступ |
| Філіп Інгебрігтсен   | 1500 м            | DSQ              | DSQ              | Завершив виступ | Завершив виступ | Завершив виступ | Завершив виступ |
| Генрік Інгебрігтсен  | 1500 м            | 3:38.50          | 5 Q              | 3:42.51         | 11              | Завершив виступ | Завершив виступ |
| Карстен Варгольм     | 400 м з бар'єрами | 48.49            | 1 Q              | 48.81           | 4               | Завершив виступ | Завершив виступ |
| Сондре Мун           | Марафон           | Н/Д              | Н/Д              | Н/Д             | Н/Д             | 2:14:17         | 19              |
| Ерік Тіссе           | ходьба на 20 км   | Н/Д              | Н/Д              | Н/Д             | Н/Д             | 1:26:06         | 48              |
| Говард Гаукенес      | ходьба на 50 км   | Н/Д              | Н/Д              | Н/Д             | Н/Д             | 3:46:33         | 7               |

Жінки
| Спортсменка       | Дисципліна           | Попередній забіг | Попередній забіг | Чвертьфінал | Чвертьфінал | Півфінал         | Півфінал         | Фінал            | Фінал            |
| Спортсменка       | Дисципліна           | Результат        | Місце            | Результат   | Місце       | Результат        | Місце            | Результат        | Місце            |
| ----------------- | -------------------- | ---------------- | ---------------- | ----------- | ----------- | ---------------- | ---------------- | ---------------- | ---------------- |
| Езінне Окпараебо  | 100 м                | Bye              | Bye              | 11.43       | 4           | Завершила виступ | Завершила виступ | Завершила виступ | Завершила виступ |
| Гедда Генне       | 800 м                | 2:01.64          | 5                | Н/Д         | Н/Д         | Завершила виступ | Завершила виступ | Завершила виступ | Завершила виступ |
| Кароліна Гровдаль | 5000 м               | 15:17.83         | 4 Q              | Н/Д         | Н/Д         | Н/Д              | Н/Д              | 14:57.53         | 7                |
| Кароліна Гровдаль | 10000 м              | Н/Д              | Н/Д              | Н/Д         | Н/Д         | Н/Д              | Н/Д              | 31:14.07         | 9                |
| Ізабель Педерсен  | 100 м з бар'єрами    | 12.86            | 3 Q              | Н/Д         | Н/Д         | 12.88            | 3                | Завершила виступ | Завершила виступ |
| Амалія Юель       | 400 м з бар'єрами    | 56.75            | 6                | Н/Д         | Н/Д         | Завершила виступ | Завершила виступ | Завершила виступ | Завершила виступ |
| Інгеборг Ловнес   | 3000 м з перешкодами | 9:44.85          | 13               | Н/Д         | Н/Д         | Н/Д              | Н/Д              | Завершила виступ | Завершила виступ |

Технічні дисципліни
| Спортсмен             | Дисципліна               | Кваліфікація       | Кваліфікація | Фінал              | Фінал            |
| Спортсмен             | Дисципліна               | Результат у метрах | Місце        | Результат у метрах | Місце            |
| --------------------- | ------------------------ | ------------------ | ------------ | ------------------ | ---------------- |
| Свен Мартін Скаґестад | метання диска (чоловіки) | 62.45              | 13           | Завершив виступ    | Завершив виступ  |
| Тоньє Ангельсен       | стрибки у висоту (жінки) | 1.80               | 32           | Завершила виступ   | Завершила виступ |

## Велоспорт

### Шосе
| Спортсмен             | Дисципліна                         | Час          | Місце        |
| --------------------- | ---------------------------------- | ------------ | ------------ |
| Свен Ерік Бюстрем     | Групова шосейна гонка (чоловіки)   | Не фінішував | Не фінішував |
| Едвальд Боассон Хаген | Групова шосейна гонка (чоловіки)   | Не фінішував | Не фінішував |
| Едвальд Боассон Хаген | роздільна шосейна гонка (чоловіки) | 1:21:12.35   | 30           |
| Вегард Стаке Ланген   | Групова шосейна гонка (чоловіки)   | 6:30:05      | 50           |
| Ларс Петтер Нордхауг  | Групова шосейна гонка (чоловіки)   | 6:30:05      | 48           |
| Віта Гейне            | групова шосейна гонка (жінки)      | 3:58:34      | 33           |
| Віта Гейне            | роздільна шосейна гонка (жінки)    | 50:23.39     | 25           |

### Маунтінбайк
| Спортсмен     | Дисципліна          | Час     | Місце |
| ------------- | ------------------- | ------- | ----- |
| Ґун-Ріта Дале | маунтінбайк (жінки) | 1:33:34 | 10    |

### BMX
| Спортсмен      | Дисципліна     | Кваліфікація | Кваліфікація | Чвертьфінал | Чвертьфінал | Півфінал        | Півфінал        | Фінал           | Фінал           |
| Спортсмен      | Дисципліна     | Результат    | Місце        | Очки        | Місце       | Очки            | Місце           | Результат       | Місце           |
| -------------- | -------------- | ------------ | ------------ | ----------- | ----------- | --------------- | --------------- | --------------- | --------------- |
| Торе Наврестад | BMX (чоловіки) | 36.484       | 28           | 19          | 6           | Завершив виступ | Завершив виступ | Завершив виступ | Завершив виступ |

## Гольф
| Спортсмен          | Дисципліна | Раунд 1   | Раунд 2   | Раунд 3   | Раунд 4   | Загалом   | Загалом | Загалом |
| Спортсмен          | Дисципліна | Результат | Результат | Результат | Результат | Результат | Пар     | Місце   |
| ------------------ | ---------- | --------- | --------- | --------- | --------- | --------- | ------- | ------- |
| Еспен Кофстад      | чоловіки   | 72        | 76        | 69        | 69        | 286       | +2      | =43     |
| Сюзанн Петтерсен   | жінки      | 71        | 69        | 69        | 68        | 277       | −7      | 10      |
| Маріанне Скарпнорд | жінки      | 69        | 66        | 75        | 73        | 283       | −1      | =25     |

## Гімнастика

### Спортивна гімнастика
Чоловіки
| Спортсмен | Дисципліна | Кваліфікація     | Кваліфікація       | Кваліфікація | Кваліфікація | Кваліфікація | Кваліфікація | Кваліфікація | Кваліфікація | Фінал  | Фінал  | Фінал  | Фінал  | Фінал           | Фінал           | Фінал           | Фінал           |                 |                 |                 |                 |
| Спортсмен | Дисципліна | Вправа           | Вправа             | Вправа       | Вправа       | Вправа       | Вправа       | Загалом      | Місце        | Вправа | Вправа | Вправа | Вправа | Вправа          | Вправа          | Загалом         | Місце           |                 |                 |                 |                 |
| --------- | ---------- | ---------------- | ------------------ | ------------ | ------------ | ------------ | ------------ | ------------ | ------------ | ------ | ------ | ------ | ------ | --------------- | --------------- | --------------- | --------------- | --------------- | --------------- | --------------- | --------------- |
| Спортсмен | Дисципліна | Стіан Ск'єрахауг | Абсолютна першість | 14.166       | 14.233       | 13.266       | 14.700       | Загалом      | Місце        | 14.266 | 13.700 | 84.331 | 32     | Завершив виступ | Завершив виступ | Завершив виступ | Завершив виступ | Завершив виступ | Завершив виступ | Завершив виступ | Завершив виступ |

## Гандбол
Підсумок

Легенда:
- ET – Після додаткового часу
- P – долю матчу вирішила серія післяматчевих пенальті.

| Команда        | Дисципліна     | Груповий етап      | Груповий етап      | Груповий етап      | Груповий етап      | Груповий етап      | Груповий етап | Чвертьфінал        | Півфінал           | Фінал / БМ         | Фінал / БМ |
| Команда        | Дисципліна     | Суперник Результат | Суперник Результат | Суперник Результат | Суперник Результат | Суперник Результат | Місце         | Суперник Результат | Суперник Результат | Суперник Результат | Місце      |
| -------------- | -------------- | ------------------ | ------------------ | ------------------ | ------------------ | ------------------ | ------------- | ------------------ | ------------------ | ------------------ | ---------- |
| Norway women's | жіночий турнір | Бразилія L 28–31   | Іспанія W 27–24    | Ангола W 30–20     | Чорногорія W 28–19 | Румунія W 28–27    | 2             | Швеція W 33–20     | Росія L 37–38ET    | Нідерланди W 36–26 | 3          |

### Жіночий турнір
Склад команди
Шаблон:Склад жіночої збірної Норвегії з гандболу на літніх Олімпійських іграх 2016
Груповий етап
Шаблон:Підсумкова таблиця в групі A жіночого турніру з гандболу на літніх Олімпійських іграх 2016
Шаблон:Жіночий турнір з гандболу на літніх Олімпійських іграх 2016, гра A1
Шаблон:Жіночий турнір з гандболу на літніх Олімпійських іграх 2016, гра A4
Шаблон:Жіночий турнір з гандболу на літніх Олімпійських іграх 2016, гра A9
Шаблон:Жіночий турнір з гандболу на літніх Олімпійських іграх 2016, гра A12
Шаблон:Жіночий турнір з гандболу на літніх Олімпійських іграх 2016, гра A14
Чвертьфінал
Шаблон:Жіночий турнір з гандболу на літніх Олімпійських іграх 2016, гра C3
Півфінал
Шаблон:Жіночий турнір з гандболу на літніх Олімпійських іграх 2016, гра D2
Матч за бронзову медаль
Шаблон:Жіночий турнір з гандболу на літніх Олімпійських іграх 2016, гра E1

## Академічне веслування
| Спортсмен                    | Дисципліна                          | Заїзди  | Заїзди | Втішний заплив | Втішний заплив | Чвертьфінали | Чвертьфінали | Півфінали | Півфінали | Фінал   | Фінал |
| Спортсмен                    | Дисципліна                          | Час     | Місце  | Час            | Місце          | Час          | Місце        | Час       | Місце     | Час     | Місце |
| ---------------------------- | ----------------------------------- | ------- | ------ | -------------- | -------------- | ------------ | ------------ | --------- | --------- | ------- | ----- |
| Нільс Якоб Хофф              | одиночки (чоловіки)                 | 7:17.47 | 1 QF   | Bye            | Bye            | 6:57.94      | 3 SA/B       | 7:39.12   | 6 FB      | 7:02.66 | 11    |
| К'єтіль Борх Олаф Туфте      | парні двійки (чоловіки)             | 6:30.58 | 2 SA/B | Bye            | Bye            | Н/Д          | Н/Д          | 6:13.50   | 2 FA      | 6:53.25 | 3     |
| Крістоффер Брун Аре Страндлі | Парні двійки, легка вага (чоловіки) | 6:24.81 | 1 SA/B | Bye            | Bye            | Н/Д          | Н/Д          | 6:38.65   | 2 FA      | 6:31.39 | 3     |

Пояснення до кваліфікації: FA=Фінал A (за медалі); FB=Фінал B (не за медалі); FC=Фінал C (не за медалі); FD=Фінал D (не за медалі); FE=Фінал E (не за медалі); FF=Фінал F (не за медалі); SA/B=Півфінали A/B; SC/D=Півфінали C/D; SE/F=Півфінали E/F; QF=Чвертьфінали; R=Потрапив у втішний заплив

## Вітрильний спорт
| Спортсмен                | Дисципліна      | Заплив | Заплив | Заплив | Заплив | Заплив | Заплив | Заплив | Заплив | Заплив | Заплив | Заплив | Заплив | Заплив | Очки | Підсумкове місце |
| Спортсмен                | Дисципліна      | 1      | 2      | 3      | 4      | 5      | 6      | 7      | 8      | 9      | 10     | 11     | 12     | M*     | Очки | Підсумкове місце |
| ------------------------ | --------------- | ------ | ------ | ------ | ------ | ------ | ------ | ------ | ------ | ------ | ------ | ------ | ------ | ------ | ---- | ---------------- |
| Крістіан Рут             | Лазер           | UFD    | 13     | 32     | 2      | 29     | 16     | 25     | BFD    | 15     | 30     | Н/Д    | Н/Д    | EL     | 209  | 27               |
| Андерс Педерсен          | Фінн (чоловіки) | 8      | 16     | 18     | 8      | 22     | 16     | 9      | 14     | 5      | 15     | Н/Д    | Н/Д    | EL     | 32   | 17               |
| Марія Моллестад          | RS:X (жінки)    | 14     | 10     | 20     | 14     | 18     | 20     | 14     | 6      | 11     | 7      | 17     | 11     | EL     | 142  | 12               |
| Тіріл Буе                | Лазер радіал    | 18     | 18     | 13     | 6      | 19     | 24     | 22     | 25     | 18     | 27     | Н/Д    | Н/Д    | EL     | 163  | 23               |
| Майя Агеруп Рагна Агеруп | Жінки's 49erFX  | 10     | 18     | 15     | 17     | 9      | 17     | 13     | 4      | 6      | 13     | 17     | 11     | EL     | 132  | 14               |

M = Медальний заплив; EL = Вибув – не потрапив до медального запливу

## Стрільба
| Спортсмен         | Дисципліна                                       | Кваліфікація | Кваліфікація | Фінал            | Фінал            |
| Спортсмен         | Дисципліна                                       | Очки         | Місце        | Очки             | Місце            |
| ----------------- | ------------------------------------------------ | ------------ | ------------ | ---------------- | ---------------- |
| Одд Арне Брекне   | гвинтівка лежачи, 50 метрів (чоловіки)           | 620.9        | 28           | Завершив виступ  | Завершив виступ  |
| Одд Арне Брекне   | гвинтівка з трьох положень, 50 метрів (чоловіки) | 1171         | 13           | Завершив виступ  | Завершив виступ  |
| Оле Крістіан Брюн | пневматична гвинтівка, 10 метрів (чоловіки)      | 617.9        | 40           | Завершив виступ  | Завершив виступ  |
| Оле Крістіан Брюн | гвинтівка лежачи, 50 метрів (чоловіки)           | 616.7        | 43           | Завершив виступ  | Завершив виступ  |
| Оле Крістіан Брюн | гвинтівка з трьох положень, 50 метрів (чоловіки) | 1777         | 3 Q          | 400.4            | 8                |
| Аре Хансен        | пневматична гвинтівка, 10 метрів (чоловіки)      | 624.4        | 10           | Завершив виступ  | Завершив виступ  |
| Малін Вестерхейм  | пневматична гвинтівка, 10 метрів (жінки)         | 412.2        | 30           | Завершила виступ | Завершила виступ |
| Малін Вестерхейм  | гвинтівка з трьох положень, 50 метрів (жінки)    | 578          | 17           | Завершила виступ | Завершила виступ |

Пояснення до кваліфікації: Q = Пройшов у наступне коло; q = Кваліфікувався щоб змагатись у поєдинку за бронзову медаль

## Плавання
| Спортсмен          | Дисципліна                            | Попередній заплив | Попередній заплив | Півфінал         | Півфінал         | Фінал            | Фінал            |
| Спортсмен          | Дисципліна                            | Час               | Місце             | Час              | Місце            | Час              | Місце            |
| ------------------ | ------------------------------------- | ----------------- | ----------------- | ---------------- | ---------------- | ---------------- | ---------------- |
| Хенрік Крістіансен | 200 метрів вільним стилем (чоловіки)  | 1:50.09           | 40                | Завершив виступ  | Завершив виступ  | Завершив виступ  | Завершив виступ  |
| Хенрік Крістіансен | 400 метрів вільним стилем (чоловіки)  | 3:47.90           | 17                | Н/Д              | Н/Д              | Завершив виступ  | Завершив виступ  |
| Хенрік Крістіансен | 1500 метрів вільним стилем (чоловіки) | 14:55.40          | 8 Q               | Н/Д              | Н/Д              | 15:02.66         | 8                |
| Сюзанн Бйорнсен    | 50 метрів вільним стилем (жінки)      | 25.05             | 24                | Завершила виступ | Завершила виступ | Завершила виступ | Завершила виступ |
| Сюзанн Бйорнсен    | 100 метрів вільним стилем (жінки)     | 55.35             | 27                | Завершила виступ | Завершила виступ | Завершила виступ | Завершила виступ |

## Тхеквондо
| Спортсмен      | Категорія           | 1/8 фіналу         | Чвертьфінали       | Півфінали          | Втішний поєдинок   | Фінал / БМ         | Фінал / БМ       |
| Спортсмен      | Категорія           | Суперник Результат | Суперник Результат | Суперник Результат | Суперник Результат | Суперник Результат | Місце            |
| -------------- | ------------------- | ------------------ | ------------------ | ------------------ | ------------------ | ------------------ | ---------------- |
| Тіна Рое Скаар | понад 67 кг (жінки) | Мандич (SRB) L 2–8 | Завершила виступ   | Завершила виступ   | Завершила виступ   | Завершила виступ   | Завершила виступ |

## Тріатлон
| Спортсмен            | Дисципліна | Плавання, 1,5 км | Перехід 1 | Велосипед, 40 км | Перехід 2 | Біг, 10 км | Загалом Time | Місце |
| -------------------- | ---------- | ---------------- | --------- | ---------------- | --------- | ---------- | ------------ | ----- |
| Крістіан Блюменфельд | чоловіки   | 17:39            | 0:49      | 56:12            | 0:34      | 32:17      | 1:47:31      | 13    |

## Боротьба
Легенда:
- VT – Перемога на туше.
- PP – Перемога за очками – з технічними очками в того, хто програв.
- PO – Перемога за очками – без технічних очок в того, хто програв.
- ST – Перемога за очками – без технічних очок в того, хто програв and a margin of victory of at least 8 (Greco-Roman) or 10 (freestyle) points.

Греко-римська боротьба
| Спортсмен        | Категорія | Кваліфікація           | 1/8 фіналу            | Чвертьфінал        | Півфінал           | Втішний поєдинок 1 | Втішний поєдинок 2       | Фінал / БМ              | Фінал / БМ |
| Спортсмен        | Категорія | Суперник Результат     | Суперник Результат    | Суперник Результат | Суперник Результат | Суперник Результат | Суперник Результат       | Суперник Результат      | Місце      |
| ---------------- | --------- | ---------------------- | --------------------- | ------------------ | ------------------ | ------------------ | ------------------------ | ----------------------- | ---------- |
| Стіг Андре Берге | до 59 кг  | Lee J-b (KOR) W 3–0 PO | Дауров (BLR) W 3–0 PO | Ота (JPN) L 0–3 PO | Завершив виступ    | Bye                | Кебіспаєв (KAZ) W 3–0 PO | Bayramov (AZE) W 3–1 PP | 3          |

Жінки
| Спортсменка      | Категорія | Кваліфікація        | 1/8 фіналу              | Чвертьфінал         | Півфінал            | Втішний поєдинок 1  | Втішний поєдинок 2  | Фінал / БМ          | Фінал / БМ |
| Спортсменка      | Категорія | Суперниця Результат | Суперниця Результат     | Суперниця Результат | Суперниця Результат | Суперниця Результат | Суперниця Результат | Суперниця Результат | Місце      |
| ---------------- | --------- | ------------------- | ----------------------- | ------------------- | ------------------- | ------------------- | ------------------- | ------------------- | ---------- |
| Сігне Марі Сторе | до 69 кг  | Bye                 | Франссон (SWE) L 0−3 PO | Завершила виступ    | Завершила виступ    | Завершила виступ    | Завершила виступ    | Завершила виступ    | 18         |